# Brabham BT55
Brabham BT55 je Brabhamov dirkalnik Formule 1, ki je bil v uporabi v sezoni 1986, ko so z njim dirkali Riccardo Patrese, Elio de Angelis in Derek Warwick. Medtem, ko se de Angelis in Warwick nista uspela uvrstiti med dobitnike točk, je to dvakrat uspelo Patreseju s šestima mestoma na Velikih nagradah San Marina in vzhodnih ZDA. Ti dve prvenstveni točki sta moštvu prinesli deveto mesto v konstruktorskem prvenstvu.

## Popolni rezultati Formule 1
(legenda) (odebeljene dirke pomenijo najboljši štartni položaj, poševne pa najhitrejši krog)
| Leto | Moštvo  | Motor               | Gume | Dirkači          | 1   | 2   | 3   | 4   | 5   | 6   | 7    | 8   | 9   | 10  | 11  | 12  | 13  | 14  | 15  | 16  | Toč | Prv |
| ---- | ------- | ------------------- | ---- | ---------------- | --- | --- | --- | --- | --- | --- | ---- | --- | --- | --- | --- | --- | --- | --- | --- | --- | --- | --- |
| 1986 | Brabham | BMW 4 in-line (t/c) | P    |                  | BRA | ŠPA | SMR | MON | BEL | KAN | VZDA | FRA | VB  | NEM | MAD | AVT | ITA | POR | MEH | AVS | 2   | 9.  |
| 1986 | Brabham | BMW 4 in-line (t/c) | P    | Riccardo Patrese | Ret | Ret | 6   | Ret | 8   | Ret | 6    | 7   | Ret | Ret | Ret | Ret | Ret | Ret | 13  | Ret | 2   | 9.  |
| 1986 | Brabham | BMW 4 in-line (t/c) | P    | Elio de Angelis  | 8   | Ret | Ret | Ret |     |     |      |     |     |     |     |     |     |     |     |     | 2   | 9.  |
| 1986 | Brabham | BMW 4 in-line (t/c) | P    | Derek Warwick    |     |     |     |     |     | Ret | 10   | 9   | 8   | 7   | Ret | DNS | Ret | Ret | Ret | Ret | 2   | 9.  |